# Дуринг I фон Щайр
Дуринг I фон Щайр „Стари'“ (на немски: During I von Steyer 'der Ältere'; * ок. 1060; † сл. 1118) е благородник от Щайр в Горна Австрия и прародител на род Щархемберг. Той е първият известен от рода му.
Според легендата на фамилията Щархемберг, синът му Гундакер фон Щайр-Щайнбах построява замък „Щорхенберг“ или „Щархемберг“ близо до Хааг ам Хаузрук в Горна Австрия и се нарича 'де Щориберг', а неговият внук Гундакер I († 1265) се нарича „фон Щархемберг на Щайнбах и Вилдберг“. През 1379 г. замъкът Щархемберг отива на ерцхерцог Албрехт III от Австрия († 1395). През 15 век членове от фамилията са на служба при император Фридрих III.

## Фамилия
Дуринг I фон Щайр се жени за Елизабет фон Щайнбах и има двама сина:
- Гундакер I фон Щайр-Щайнбах († 1204), 'фогт' (байлиф) на Гарстен (Долна Австрия) през 1150 г., женен за Рихеца фон Щайнбах, дядо на:
  - Гундакер III фон Щархемберг-Щайнбах-Вилдберг († 1240), женен ок. 1216 г. за Кунигунда фон Плайн-Хардег († 1273)
- Хелмхард фон Щайр